# Египетские ночи
«Еги́петские но́чи» — незавершённая повесть Александра Пушкина, опубликованная после его смерти в журнале «Современник» (№ 8, 1837 год). В том виде, который реконструируют пушкиноведы, содержит большие стихотворные отрывки, отсутствующие в рукописи. Это единственное произведение Пушкина, где проза так тесно переплетается с поэзией.

## Сюжет
Повесть состоит из трёх глав. В первой главе молодой и успешный поэт Чарский чувствует приближение вдохновения, когда в его петербургскую квартиру входит приезжий итальянец в истёртом платье, напоминающий шарлатана. Незнакомец называет себя неаполитанским художником и выражает надежду на помощь со стороны «собрата». Чарский отвечает ему резко и холодно, будучи уязвлён таким уподоблением. Однако когда итальянец собирается покинуть его квартиру, Чарский окликает его и из дальнейших расспросов узнаёт, что перед ним поэт-импровизатор.
Во второй главе Чарский берётся организовать выступление иностранца в светском обществе и организует распространение билетов. Чтобы испытать способности своего нового знакомого, он предлагает ему импровизацию на давно занимающую его тему «поэт и чернь». Строки, которые льются из уст итальянца, глубоко впечатляют Чарского. Однако, едва успев окончить своё декламирование, гость начинает в предвкушении барыша рассуждать о цене билетов, чем разочаровывает своего слушателя, которому пришлось «с высоты поэзии вдруг упасть под лавку конторщика».
В третьей главе показано светское собрание, на котором выступает итальянец. Из предложенных гостями тем путём жребия выбирают одну — «Клеопатра и её любовники». Речь идёт о сообщении Секста Аврелия Виктора в сочинении «О знаменитых людях» (гл. LXXXVI) о том, что египетская царица будто бы продавала ночи любви за жизнь мимолётного избранника. 

Импровизатор чувствовал приближение бога… Он дал знак музыкантам играть… Лицо его страшно побледнело, он затрепетал как в лихорадке; глаза его засверкали чудным огнём; он приподнял рукою черные свои волосы, отёр платком высокое чело, покрытое каплями пота… и вдруг шагнул вперед, сложил крестом руки на грудь… музыка умолкла… Импровизация началась.

## Эволюция замысла

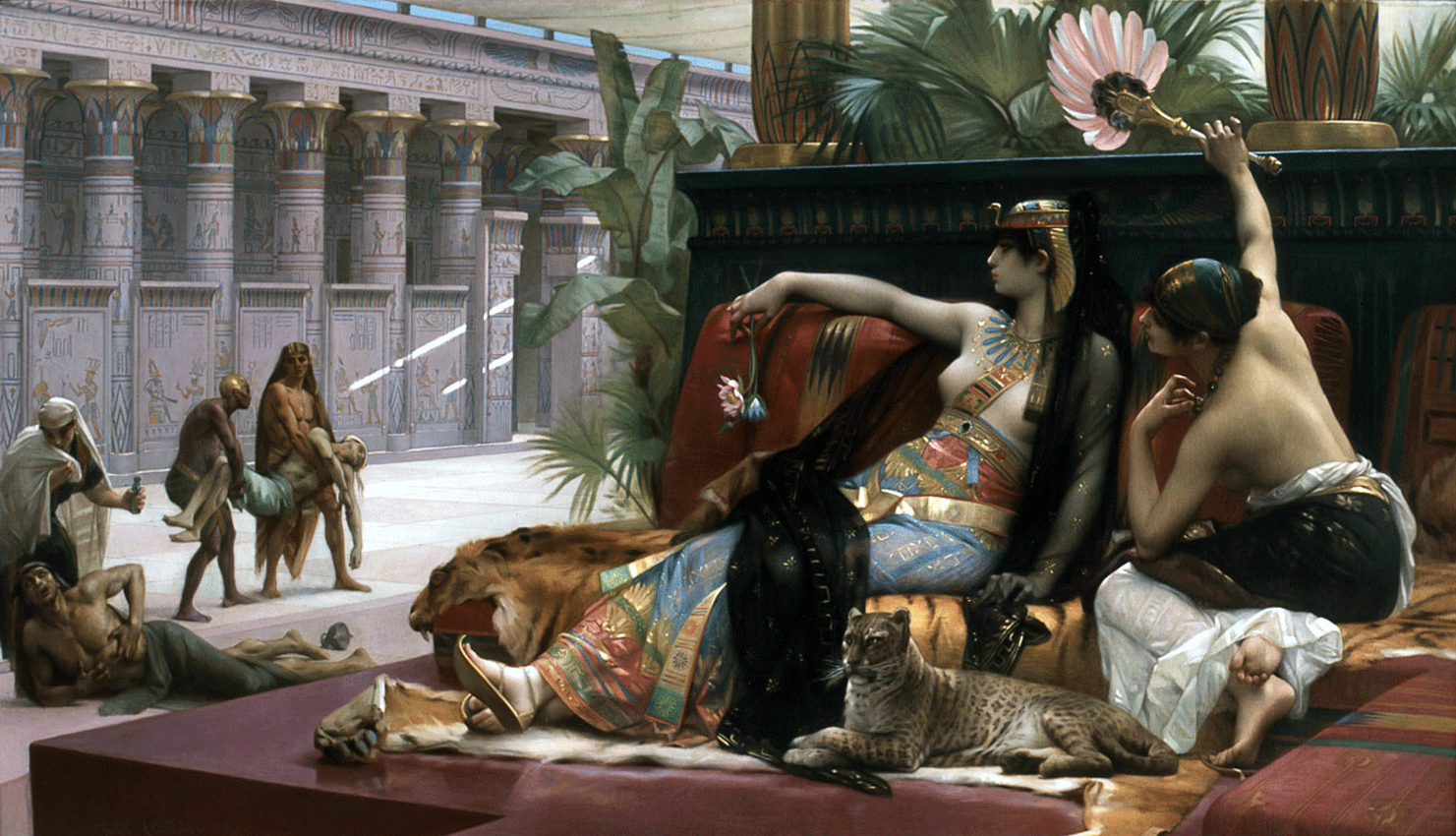
Египетскую царицу Клеопатру традиционно представляют как воплощение обольстительной и коварной красоты, слияние эроса и танатоса

Исходной точкой для воображения Пушкина послужили сведения, взятые из сочинения «О знаменитых людях» Аврелия Виктора, в которое неизвестный редактор поздней античности вставил несколько глав, в том числе главу LXXXVI, относящуюся к царице Клеопатре: «Она была так развратна, что часто проституировала, и обладала такой красотой, что многие мужчины своей смертью платили за обладание ею в течение одной ночи» (в пер. В.С. Соколова). Замысел произведения, развёртывающего эту тему в полноценное повествование, вызревал у Пушкина дольше, чем замыслы других его произведений, — на протяжении более чем десяти лет:
- В октябре 1824 г. в Михайловском ссыльный поэт создаёт первую обработку сюжета — неоконченную поэму «Клеопатра»[5]. По оценке Д. Мирского, это «один из интереснейших замыслов Пушкина, великолепная поэма о смерти и сладострастии»[6].
- В 1828 г. поэт принимается за переделку стихотворения о Клеопатре, развивая и заостряя отдельные его темы. Одновременно он пишет прозаический отрывок «Гости съезжались на дачу…», где светская красавица Зинаида Вольская представляет волновавший его в это время образ «Клеопатры Невы» — пренебрегающей светскими условиями страстной женщины, в котором большинство пушкиноведов угадывает Аграфену Закревскую («беззаконная комета в кругу расчисленном светил»). Возможно, переработанное стихотворение о Клеопатре предназначалось к включению в текст этой повести.
- В середине 1830-х годов[7] Пушкин возвращается к замыслу повести о Вольской и начинает её заново строками «Мы проводили вечер на даче…» В своей новой ипостаси сюжет из жизни великосветского общества оказывается зарифмован с египетским сюжетом из Аврелия Виктора. Подобно Клеопатре, Вольская намекает, что готова провести ночь с тем, кто готов будет расстаться за это с жизнью. Вопреки её убеждению, что современные мужчины слишком малодушны для этого, один из них принимает  вызов[8].
- Время написания повести «Египетские ночи» неизвестно, однако чаще всего его относят к пребыванию Пушкина в Михайловском в сентябре—октябре 1835 года[9]. Стихотворный отрывок из второй главы, отсутствующий в рукописи, развивает давно занимавшую Пушкина тему взаимоотношений поэта и толпы. Это относящийся к осени 1835 года черновой набросок, основанный на переработке строф из неоконченной поэмы «Езерский». Третью главу завершают поэтические отрывки о Клеопатре, сочинённые примерно в то же время на основе стихотворения 1828 года, однако связного текста не составляющие.

Анна Ахматова считала прозаический текст «Мы проводили вечер на даче» вполне самодостаточным и оконченным произведением Пушкина, более того — лучшим из созданного им в прозе. По её мысли, этот текст написан после «Египетских ночей» и представляет сгущение основных тем этого экспериментального, в сущности, произведения:

Если вдуматься в отрывок «Мы проводили вечер…», нельзя не поразиться сложностью и даже дерзостью его композиции <…> Да и отрывок ли это? Всё, в сущности, сказано. Едва ли читатель вправе ждать описания любовных утех Минского и Вольской и самоубийства счастливца. Мне кажется, что «Мы проводили…» — нечто вроде маленьких трагедий Пушкина, но только в прозе.

## Возможные продолжения
И вот уже сокрылся день,

Восходит месяц златорогий.

Александрийские чертоги

Покрыла сладостная тень.

Фонтаны бьют, горят лампады,

Курится лёгкий фимиам.

И сладострастные прохлады

Земным готовятся богам.

В роскошном сумрачном покое

Средь обольстительных чудес

Под сенью пурпурных завес

Блистает ложе золотое.
В рукописи повесть обрывается на словах «Импровизация началась». Загадка её окончания терзала не одно поколение пушкиноведов, хотя ещё в 1855 г. П. В. Анненков настаивал, что и в наличном виде «мы имеем произведение в художественной полноте и оконченности».
Сложилось два основных взгляда на возможное продолжение повести. «Центральное место в „Египетских ночах“ занимает поэма о Клеопатре. Прозаический рассказ является только её рамой. Сцены современной жизни только оттеняют события древнего мира», — излагает первый подход В. Я. Брюсов, который в 1914-16 гг. дописал поэму о ночах Клеопатры и, следуя собственной реконструкции замысла Пушкина, закончил тем самым и всю повесть:

Брюсов закончил пушкинскую поэму с удивительным тактом, но он вытащил из неё тему, которую тоже не очень приятно многим читать. Это получилась история о садомазохическом начале в любви, о мучительстве, о смерти, о том, как трое гибнут по мановению царицы, и гибнут, естественно, по-разному, потому что это разные герои, разновозрастные, разнотипные. И самое великолепное там в том, что троих она убила по своей прихоти, а в финале она сама становится жертвой («к царице следует Антоний») — приходит Антоний, и ясно, что он её подчинит.— Дмитрий Быков
Вторая группа пушкиноведов, по словам того же Брюсова, ожидает в продолжении повести «повторение египетского анекдота в современных условиях жизни», то есть воспроизведение фабулы более ранних отрывков о Вольской. В этой трактовке основная художественная интенция автора оказывается заложенной именно в прозаический текст и всё произведение рассматривается в контексте светских повестей Пушкина. В русле этой трактовки попытку реконструировать полный текст повести предпринял М. Л. Гофман.

## Мода на импровизаторов
В «Египетских ночах» Пушкин разрабатывает сразу две модные темы — ориентальную и итальянскую. Интерес к Древнему Египту, порождённый экспедицией Наполеона и открытиями Шампольона, ко времени написания повести начинал идти на убыль, тогда как Италия всё так же влекла взоры русских художников и поэтов, как и десятилетием прежде, когда она рисовалась Пушкину романтическим раем творческой свободы (см. строфу «Адриатические волны, О Брента! нет, увижу вас…» в 1-й главе «Евгения Онегина»).
В середине 1830-х годов русская и иностранная пресса пестрела публикациями об итальянских поэтах-импровизаторах, которые экспромтом декламировали сочинённые тут же стихотворения (и даже поэмы) на любую заданную тему. Характерно суждение Гегеля:

«Итальянские импровизаторы удивительно талантливы: они и теперь ещё импровизируют пятиактные драмы, в которых нет ничего заученного, а всё создается благодаря знанию человеческих страстей и ситуаций и глубокому вдохновению в данный момент».
Интерес русской публики к этой теме всколыхнули выступления импровизатора Макса Лангеншварца в Москве и Петербурге в 1832 году. Организовать эти представления помогала «светская львица» Долли Фикельмон, которая, как известно из её дневника, за шесть лет до того внимала в Италии импровизациям знаменитого Томмазо Сгриччи на тему смерти Клеопатры. Возможно, именно рассказы Фикельмон об искусстве импровизаторов и навели Пушкина на мысль соединить эту модную тему с давно занимавшим его сюжетом о своенравной египетской царице.
Непосредственным источником образа импровизатора в повести мог стать польский поэт Адам Мицкевич. Если верить молве, Пушкин был высокого мнения о его импровизациях, на которых и сам присутствовал. А. Ахматова даже «высказала предположение, что Пушкин, снижая своего импровизатора, взял реванш у Мицкевича за его резкие личные намёки, содержавшиеся в стихотворении „Русским друзьям“».

Популярные темы, предложенные публикой импровизатору
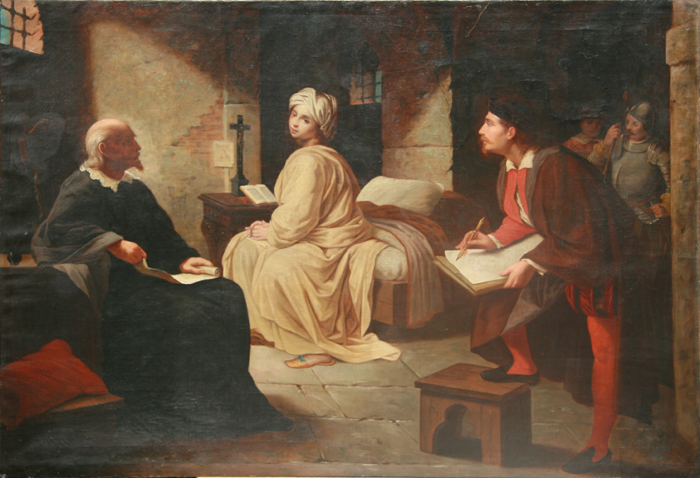
Семейство Ченчи
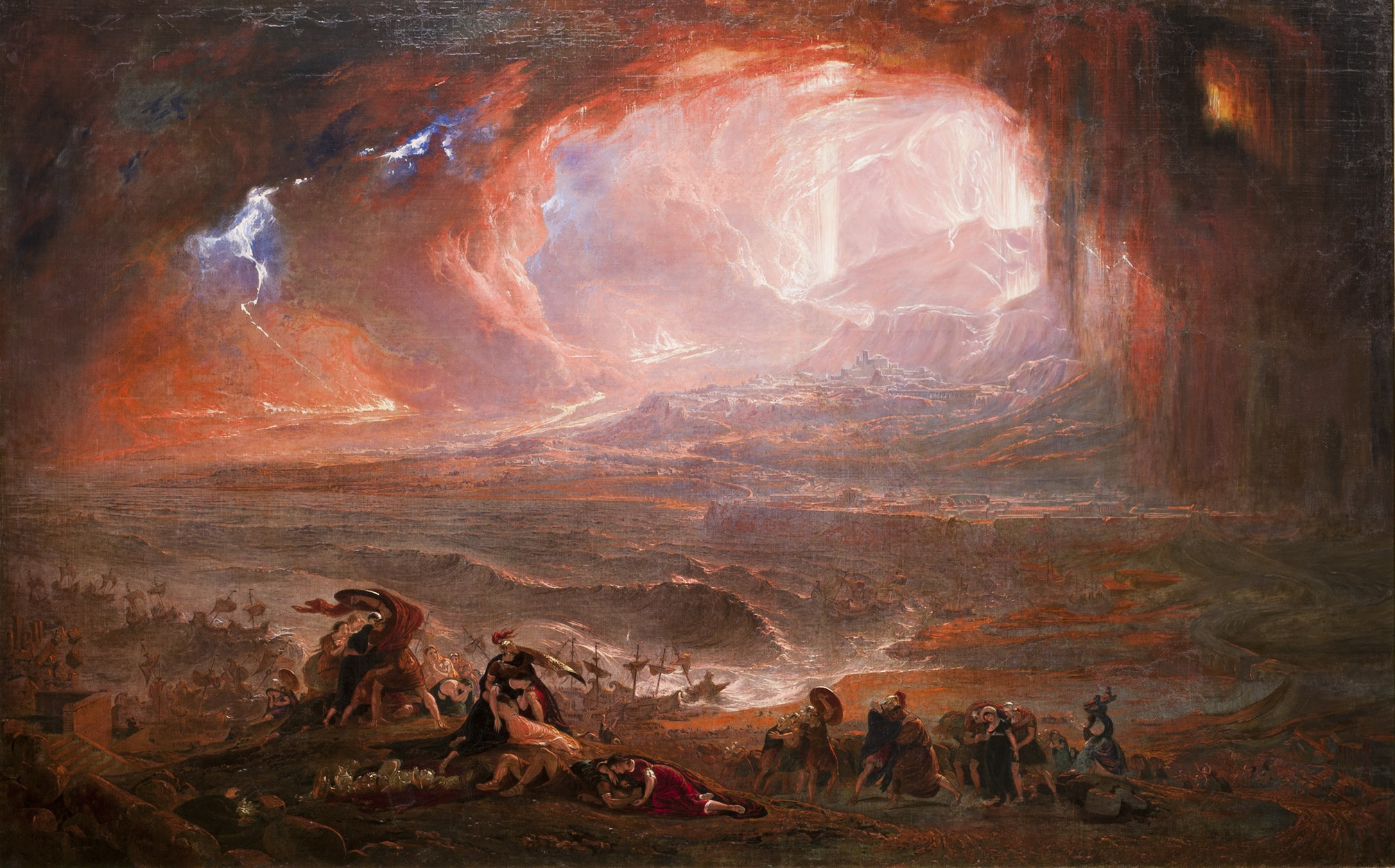
Последний день Помпеи
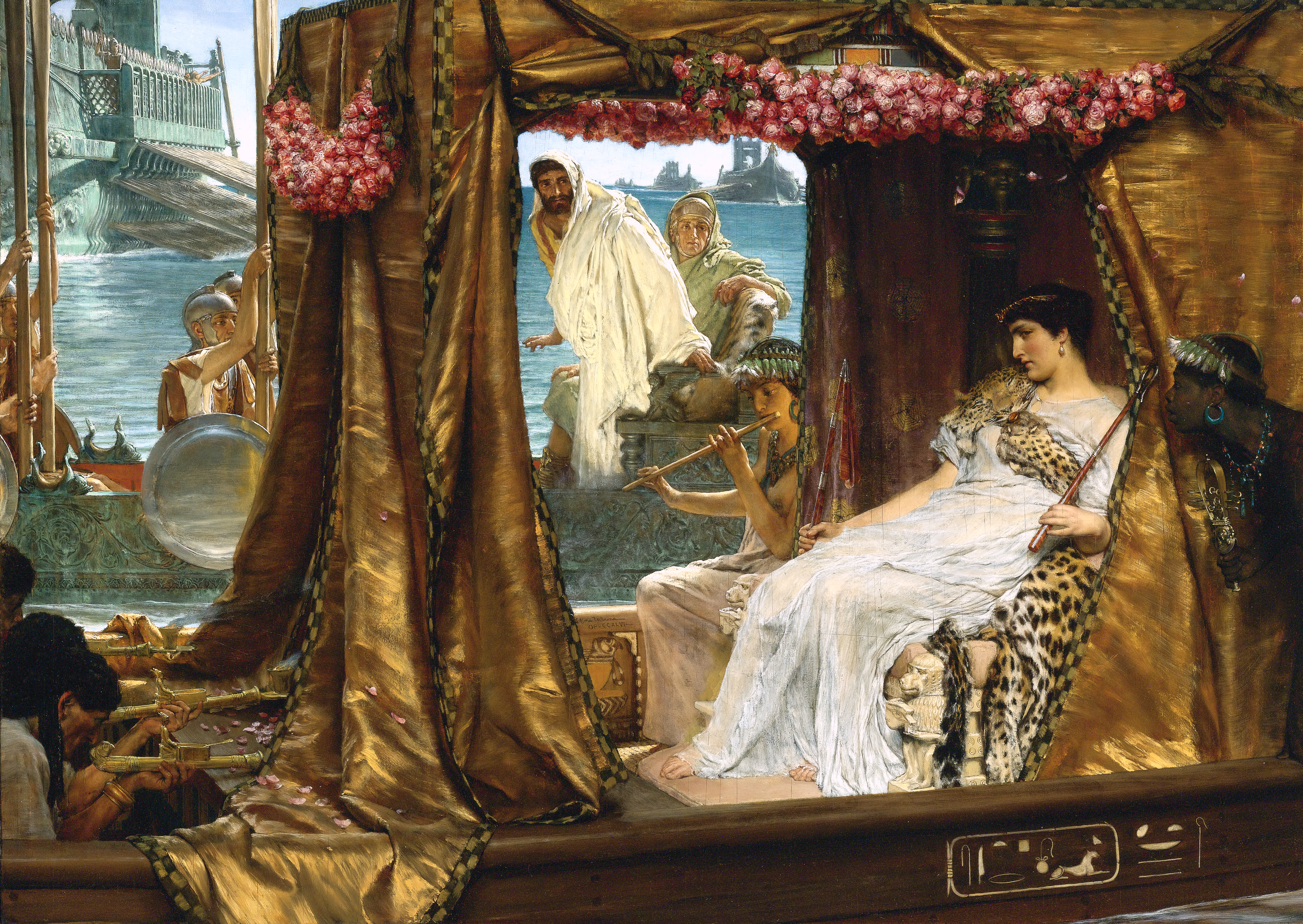
Клеопатра и её любовники
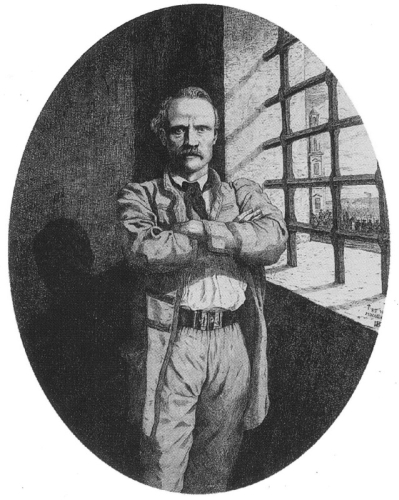
«Мои тюрьмы»
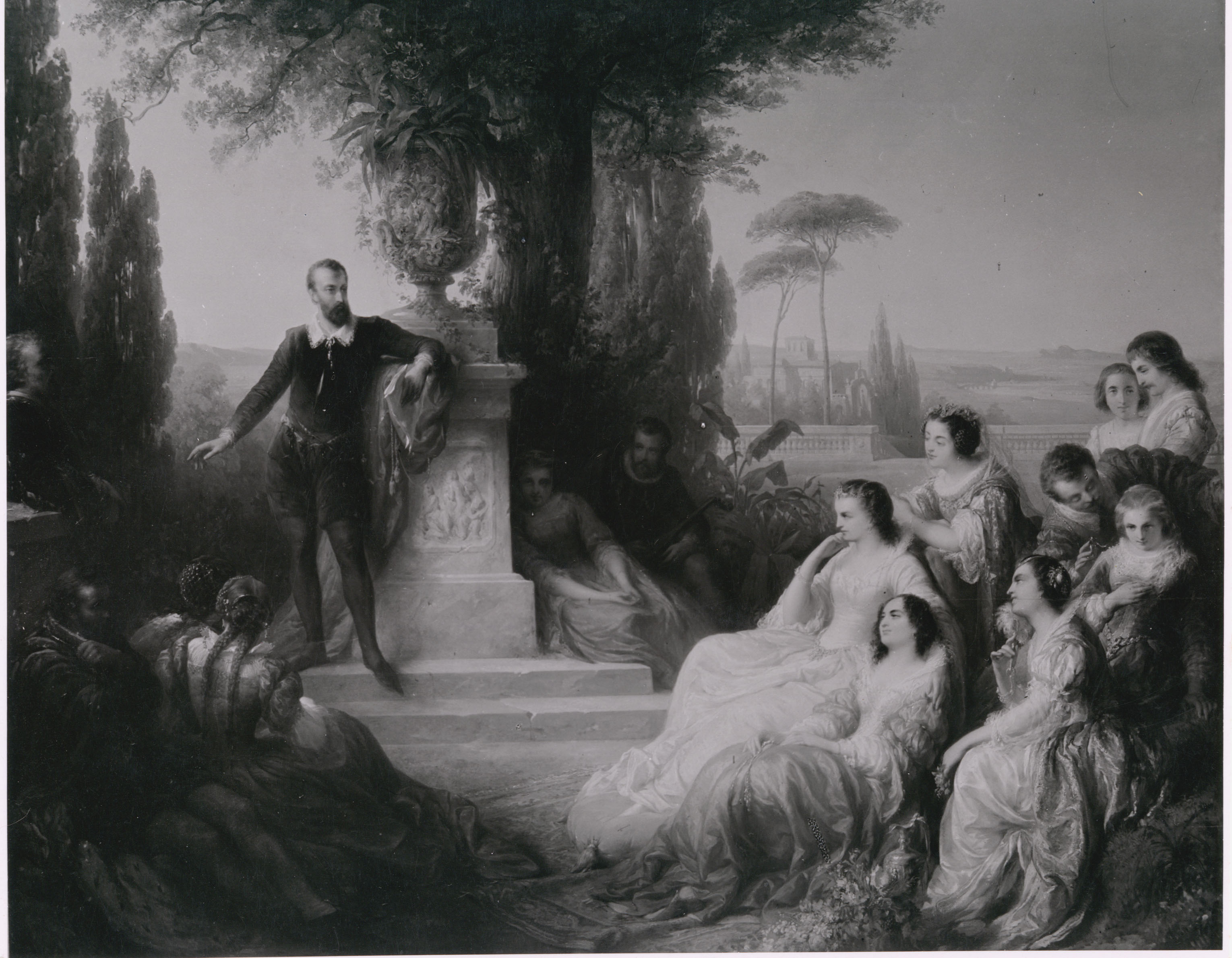
Триумф Тасса

## Два поэта
Основная тема повести — противоречивость положения творца в современном обществе — созвучна другим русским повестям 1-й половины 1830-х годов, как то: «Импровизатор» В. Одоевского (первая в России повесть на тему поэтического импровизаторства), «Живописец» Н. Полевого, «Портрет» Н. Гоголя. Неожиданное для окружающих преображение импровизатора в момент творчества сродни высокопоэтическим образам хрестоматийных пушкинских стихотворений «Пророк» и «Поэт».
Из отзывов современников поэта известно, как поражал их контраст между гениальностью сочинений и  малопривлекательной внешностью их автора, да и сам «потомок негров безобразный» сетовал друзьям на своё «арапское безобразие», в то же время не стесняясь «думать о красе ногтей». В повести как раз и выявляется драматизм двойной жизни художника — то общее, что при наружном контрасте их жизненных обстоятельств сближает аристократа Чарского с нищим бродягой-иностранцем:

Погруженные в «заботы суетного света», оба они по-разному подпадают под его влияние и в этом «хладном сне» уподобляются самым «ничтожным» из «детей ничтожных мира»: один отдает щедрую дань светским предрассудкам, другой погружен в «меркантильные расчеты»; но лишь до тех пор, пока не зазвучит «божественный глагол». В момент вдохновения и Чарский, и импровизатор — свободные творцы, слышащие «приближение бога».— Нина Петрунина

## Адаптации
На сюжет «Египетских ночей» был поставлен спектакль Московского Камерного театра под руководством А. Я. Таирова, а С. С. Прокофьев написал к этому спектаклю симфоническую сюиту. Адаптация сюжета «Египетских ночей» с Сергеем Юрским в роли импровизатора составляет основу телевизионного фильма Михаила Швейцера «Маленькие трагедии».
Одноимённый балет А. Аренского (1900), а также постановки М. М. Фокина «Египетские ночи» (1908) и «Клеопатра» (1909) к пушкинской повести отношения не имеет — в его основу положена новелла Теофиля Готье.
Спектакль «Пушкинские ночи» по произведениям А. С. Пушкина.  Пушкинские ночи — это мистический Петербург, аристократический салон, шикарные исторические костюмы, живая музыка и подлинная импровизация, итальянская опера, флирт и спиритический сеанс, вызывающий древний дух царицы Клеопатры. Итальянский актёр Марко Динелли перевоплощается в знаменитого импровизатора из повести Пушкина «Египетские ночи». У зрителя будет возможность лицезреть сеанс настоящей поэтической импровизации, описанной Поэтом. Авторы идеи и постановщики: Максим Иванов и Марина Ведяскина. 